# Tomate de penjar

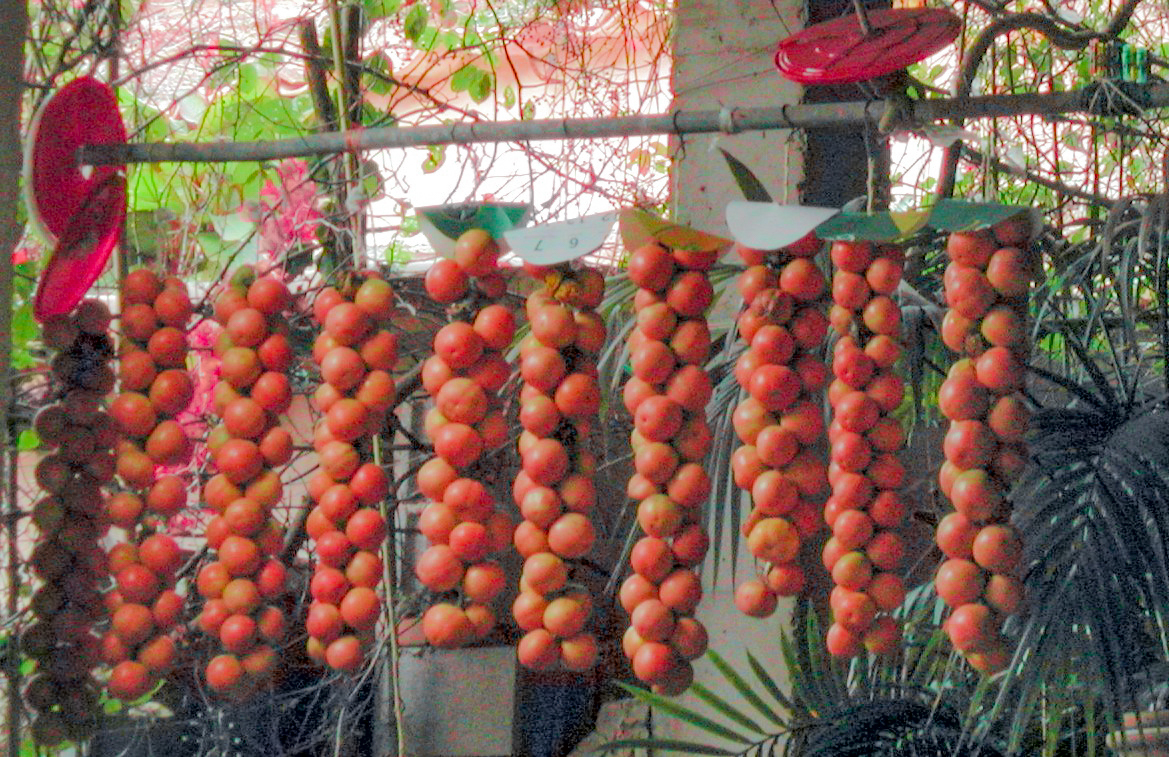
Ensartes (enfialls), ristras o ramilletes de tomates

El tomate de penjar (pronunciación en catalán: /pəɲˈʒa/, «pen-yá», ‘tomate de colgar’) o tomate de ramillete es una variedad de tomate autóctona de las Islas Baleares y Cataluña, en España. Son llamados así porque antiguamente, cuando el tomate era un alimento exclusivo de la temporada estival, los tomates recolectados al final del verano eran cosidos y trenzados en ristra, aguantando frescos hasta bien entrado el otoño.

## Características
La característica distintiva de esta variedad agrícola es su larga vida útil; el tomate de ramillete puede conservarse en fresco durante semanas debido a un gen que afecta a su composición química y retrasa su pudrición. El tamaño también es un factor decisivo, ya que cuando más pequeño, más duradero es el tomate.
Este genoma es de gran interés para la agronomía y, de hecho, investigadores israelíes han hibridado el tomate mallorquín con otras variedades de tomate más perecederas. Luego, la patente fue vendida a una empresa alemana, que vende las semillas a los horticultores españoles en el Levante. A su vez, esta variedad híbrida de tomate se comercializa en los mercados y verdulerías de las Baleares.

## Variedades
En Mallorca, los tomates de penjar se han clasificado tradicionalmente en dos subvariedades:
- La tomàtiga de ferro se cultiva en áreas de regadío y se cosecha en julio. La tomatera es más alta y los tomates que produce son gordos como los tomates murcianos.
- La tomàtiga de ramellet se cultiva en áreas de secano, y no es tan grande como la anterior. Se cultiva principalmente en el Llano de Mallorca, así como en Menorca e Ibiza. Se cultiva entre melonares, pues ambos productos coinciden en los tiempos de siembra y cosecha. Su comercialización solo es rentable si se vende enfilada.

En la actualidad, es común que se confundan las dos cepas y a todo se le llame genéricamente como «tomàtiga de ramellet».

## Uso culinario
Este tomate es el preferido en Cataluña para hacer pa amb tomàquet, y en Mallorca para hacer pa amb oli.